# Glaris Sur
Glaris Sur (en alemán Glarus Süd) es una comuna suiza del cantón de Glaris.

## Historia
Creada el 1 de enero de 2011 de la fusión de las comunas de Betschwanden, Braunwald, Elm, Engi, Haslen, Linthal, Luchsingen, Matt, Mitlödi, Rüti, Schwanden, Schwändi y Sool.

## Geografía
Con 425.88 km² Glaris Sur es desde el 1 de enero de 2011 la comuna más grande de Suiza. Limita al norte con las comunas de Glaris y Glaris Norte, al noreste con Quarten (SG) y Flums (SG), al este con Mels (SG) y Pfäfers (SG), al sur con Flims (GR), Laax (GR), Ruschein (GR), Siat (GR), Pigniu (GR), Andiast (GR) y Waltensburg/Vuorz (GR), al suroeste con Breil/Brigels (GR), Trun (GR), Sumvitg (GR), Disentis/Mustér (GR), Silenen (UR) y Spiringen (UR), y al oeste con Muotathal (SZ).